# Batalla de Sarıkamış (1920)
La Batalla de Sarıkamış de 1920 se produjo en la guerra entre la República Democrática de Armenia (DRA), que quería controlar el territorio asignado por el Tratado de Sèvres, y los partidarios del Movimiento nacional turco, que se les oponían. Fue el 29 de septiembre de 1920 en Sarıkamış (provincia de Kars en el este de Turquía). Resultó vencedor el ejército turco, que al día siguiente ocupó Kağızman.
- Datos: Q4820069